# Мар, Кэтрин
Кэ́трин Ро́бертс Ма́р (англ. Katherine Roberts Maher; 18 апреля 1983 года) — исполнительный директор Фонда Викимедиа с 23 июня 2016 до апреля 2021. Прежде чем начать работу в Фонде, работала на Всемирный банк, ЮНИСЕФ и AccessNow.org — международную ассоциацию по пропаганде прав человека и свободного и открытого Интернета.

## Образование
Мар получила образование в Институте арабских языков в Американском университете в Каире с 2002 по 2003 год, и в Колледже искусств и наук в Нью-йоркском университете с 2003 по 2005 год, где получила степень бакалавра.

## Карьера
С марта до июня 2016 года Кэтрин Мар работала исполнительным директором Фонда Викимедиа, до этого работала на Всемирный банк, ЮНИСЕФ и AccessNow.org, где отвечала за различные пропагандистские кампании.
Мар присоединилась к Фонду Викимедиа в апреле 2014 года на должности руководителя отдела «Коммуникации» и временно исполняющего обязанности генерального директора два года спустя, в марте 2016 года, после отставки Лайлы Третиков. Назначение Мар было объявлено одним из основателей Википедии Джимми Уэйлсом 24 июня 2016 года на конференции Викимания 2016.